# L'importante è avere un piano
L'importante è avere un piano è un programma televisivo musicale del pianista e compositore Stefano Bollani, andato in onda in seconda serata su Rai 1 dal 10 novembre al 22 dicembre 2016, per sette giovedì.

## Il programma
Lo show è una sorta di jam session con Stefano Bollani, la sua Resident Band (formata da Jeff Ballard alla batteria e Gabriele Evangelista al contrabbasso) e numerosi ospiti dello spettacolo e della musica italiana e internazionale. Ogni puntata si conclude con un video della buonanotte di Valentina Cenni, nel ruolo della Fata del Sonno.
Gli ospiti delle sette puntate sono stati: Renzo Arbore, Elio, David Garrett, Andrew Bird, Ornella Vanoni, Enrico Rava, Francesco De Gregori, Fiorella Mannoia, Cameron Carpenter, The Vegetable Orchestra, Max Gazzè, Samuele Bersani, Daniele Silvestri, Vinicio Capossela, Claudio Santamaria, Valerio Mastandrea, Hamilton de Holanda, Michael Kiwanuka, Manu Katché, Bandabardò, JuniOrchestra dell’Accademia Nazionale di Santa Cecilia, Igudesman & Joo, Neri Marcorè, Lillo & Greg, Antonio Rezza, Chucho Valdés, Silvia Pérez Cruz, Yamandu Costa, Irene Grandi, Carmen Consoli, La Batteria, Jan Bang, Daniele Sepe, Nicola Gori, Bernardo Guerra, Chano Domínguez e Barbara Casini.

## Ascolti
| Messa in onda    | Telespettatori | Share  | Fonte | Ospiti |
| ---------------- | -------------- | ------ | ----- | --- |
| 10 novembre 2016 | 846.000        | 10,60% | [ 2 ] | Francesco De Gregori, Claudio Santamaria, Fiorella Mannoia, Cameron Carpenter                                                     |
| 17 novembre 2016 | 867.000        | 8,96%  | [ 3 ] | Ornella Vanoni, Valerio Mastandrea, JuniOrchestra dell’Accademia Nazionale di Santa Cecilia, Hamilton de Holanda, Igudesman & Joo |
| 24 novembre 2016 | 908.000        | 8,54%  | [ 4 ] | Renzo Arbore, David Garrett, Michael Kiwanuka, Manu Katché, Bandabardò                                                            |
| 1º dicembre 2016 | 958.000        | 7,50%  | [ 5 ] | Irene Grandi, Carmen Consoli, Lillo & Greg, La Batteria, Antonio Rezza, Jan Bang, Guto Wirti, Thiago da Serrinha                  |
| 8 dicembre 2016  | 1.010.000      | 9,07%  | [ 6 ] | Elio, Vinicio Capossela, Max Gazzè, The Vegetable Orchestra                                                                       |
| 15 dicembre 2016 | 841.000        | 7,60%  | [ 7 ] | Enrico Rava, Daniele Sepe, Nico Gori, Bernardo Guerra, Neri Marcorè, Chucho Valdés, Silvia Pérez Cruz, Andrew Bird                |
| 22 dicembre 2016 | 877.000        | 7,32%  | [ 8 ] | Samuele Bersani, Daniele Silvestri, Chano Dominguez, Yamandu Costa, Barbara Casini                                                |
| Media            |                |        |       | |